# ペッリッツァーノ
ペッリッツァーノ（イタリア語: Pellizzano）は、イタリア共和国トレンティーノ＝アルト・アディジェ州トレント自治県にある、人口約800人の基礎自治体（コムーネ）。

## 地理

### 位置・広がり
トレント自治県北西部、ヴァル・ディ・ソーレに位置するコムーネ。ペッリッツァーノの集落は、ヴァル・ディ・ソーレの中心地であるマレから西南西へ13km、県都トレントから北西へ38kmの距離にある。
ペッリッツァーノは、2つの飛び地を有する。1つはペーイオの町域に内包され、1つはヴェルミーリオの町域北西に位置する。

#### 隣接コムーネ
隣接するコムーネは以下の通り。
- メッツァーナ
- オッサーナ
- ペーイオ
- ピンツォーロ
- ラッビ
- ヴェルミーリオ

## 行政

### Comunita di valle
トレント自治県が設置した広域行政組織 Comunita di valle 「ヴァル・ディ・ソーレ」 (it:Comunita della Val di Sole) （事務所所在地: マレ）に属する。

## 住民

### 言語
| 少数言語話者の割合（2011年） | 少数言語話者の割合（2011年） | 少数言語話者の割合（2011年） | 少数言語話者の割合（2011年） | 少数言語話者の割合（2011年） |
| ---------------------------- | ---------------------------- | ---------------------------- | ---------------------------- | ---------------------------- |
|                              |                              |                              |                              |                              |
| ラディン語                   | ラディン語                   |                              | 1.5%                         | 1.5%                         |
| モケーニ語                   | モケーニ語                   |                              | 0.0%                         | 0.0%                         |
| チンブロ語                   | チンブロ語                   |                              | 0.0%                         | 0.0%                         |

2011年10月9日に行われた国勢調査によれば、若干のラディン語話者がいる。